# Bur-Sin
vegeu també Amar-Sin que tenia el nom alternatiu de Bur-Sin.
Bur-Sin va ser el setè rei de la dinastia d'Isin a Sumer cap als inicis del segle xix aC.
Va ser fill i successor d'Ur-Ninurta. La Llista de reis sumeris li dona un regnat de vint-i-un anys. El va succeir el seu fill Lipit-Enlil.